# Bedřich Konařík
Bedřich Konařík (13. dubna 1878 Halenkov – 22. února 1944 Praha) byl moravský spisovatel.

## Život
Narodil se v rodině oděvnického mistra Josefa Koňaříka (1828–1899) a Terezie rozené Foltýnové (1840–1909). Měl šest sourozenců: Augustina (1863–1929), Františka (1864–1914), Petra (1867–1941), Anežku Čížkovou (1871–1932), Marii Hoffmannovou (1881–1965) a Ludvíka (1883–1949). Oženil se s Emou rozenou Hellmannovou a měl s ní syna Radima (1925–1986).
Původně byl katolickým knězem (ord. 1903 v Olomouci). V letech 1905-1910 byl kaplanem v Prostějově u P. Karla Dostála-Lutinova. Byl příznivcem Katolické moderny. Kromě prózy se věnoval studiu alkoholismu, historii a výtvarnému umění. Byl správcem abstinentní léčebny ve Velkých Kunčicích, ředitelem.
Používal pseudonymy: Bečvan, Bedra, Jelínek. Bydlel v Tuchlově u Teplic-Šanova

## Dílo

### Próza
- Dalila: román – Prostějov: Nový život, 1906
- Judita: kresby z východní Moravy – Olomouc: Eva – Družina literární a umělecká, 1917
- Nedobrý: kresby z Valašska – Olomouc: Eva, 1919
- Hospic u zlaté hvězdy: román – Olomouc: Eva, 1922
- Legenda – knihu vyzdobil Ferdiš Duša. Praha: Čsl. akciová tiskárna, 1923
- Emča detektiv: román mladé lékařky – Olomouc: Eva, 1933
- Sestry smrti: novela téměř detektivní – Praha: Zápotočný a spol., 1937?

### Spisy
- O výchově rodinné – Pelhřimov: Kazatelna, 1905
- O taktice a organisaci zemského spolku protialkoholismu na Moravě – Brno: Zdravotnické rozhledy, 1907
- Antialkoholismus na školách v hodinách náboženských – Prostějov: vlastním nákladem, 1908
- Léčebna pro alkoholiky – Prostějov: Odbor čsl. svazu abstinentního, 1908
- Asyl pro pijáky – Prostějov: Křížový spolek, 1909–
- Bude Ellikon též na Moravě? Příspěvek ku chystané léčebně pro alkoholiky – Brno: 1909
- Čtyři lidové přednášky proti alkoholismu – Praha: 1909–
- Katoličtí apoštolové střídmosti – Velké Kunčice pod Radhoštěm: Křížový spolek, 1910–
- Asyl pro alkoholiky ve Velkých Kunčicích p. R. – Praha: v. n., 1911
- O výchově rodinné – Praha: Útulek sv. Josefa, 1912
- Adolf Racek: literární studie – Brtnice: Josef Birnbaum, 1927
- Napoleon a protestantism: Česká bibliografie napoleonská – Brtnice: J. Birnbaum, 1931
- Antonín Runié: studie – kresbu na obálce, v titulu a in memoriam provedl Jan Konůpek. Praha: Bujárek-Duchan 1934
- Léčení alkoholismu v cizině a u nás – s předmluvou Břetislava Foustky. Praha: Čsl. abstinentní svaz, 1934
- Kardinál Bayane a Napoleon: episoda ze zápasu Napoleona s Piem VII. – Praha: Ladislav Kuncíř 1935
- Středověká lékařka sv. Hildegarda z Bingen – Uherské Hradiště: A. Kieswetter, 1935
- Mánesův model: Verunka Čudova z Bilovic u Uh. Hradiště – Uherské Hradiště: A. Kieswetter, 1941

### Jiné
- Pekař Linduška: drama všedního života v 13 obrazech – dle R. Trefreunda upravil. Družstvo Vlast, 1901–
- Appendix k Příležitostným řečem duchovním: snůška myšlenek, citátů, úryvků, příkladů, skizz – uspořádal Fr. B. Vaněk; za pomoci Bedřicha Konaříka. Pelhřimov: Kazatelna, 1906
- Román dvou rodin – dle B. Treufreunda upravil. Velké Kunčice p. R.: Zaorálek a Tuček, 1910–
- Co soudí myslitelé o pijáctví – sebral. Velké Kunčice p. R.: Protialkoholní léčebna, 1911
- Kočovná výstava protipijácká: stručný přehled alkoholické otázky – doprovází slovem. Velké Kunčice p. R.: Abstinenční léčebna, 1912
- Marnost nad marnost: komedie ze života valašských blouznivců ve třech jednáních – Brtnice: Jos. Bernbaum, 1926
- Dřevoryty – Antonín Hála; napsal předmluvu. Přerov: Bohuslav Durych, 1929
- Naše náboženské exlibris: soupis 270 knižních českých značek s motivy náboženskými – sestavil. Tuchlov-Křemýž u Teplic: v. n., 1929
- Bibliografický přehled české protialkoholní literatury – sestavil. Praha: Český abstinentní svaz, 1940
- Dipsomanie – Český abstinentní svaz, 1940
- Literární historik Antonín Procházka: bibliografický přehled literární činnosti v letech 1908–1940 – byl autorem životopisné studie a pracovní činnosti. Praha: Kruh přátel, 1940
- Otakar Vaňáč: * 17. V. 1878: seznam exlibris: [uzavřeno v únoru 1942] – sestavil. Praha: s. n., 1942
- Listy sv. Hildegardy z Bingen: Výbor třiceti tří listů svaté Hildegardy z Bingen podle vydání Mignova a překladu Clarusova – Hildegarda z Bingenu; přeložil. Olomouc: Krystal, 1948